# Ernest Chrutchlow
Ernest „Ernie“ Crutchlow (* 6. November 1948, Nuneaton, Warwickshire) ist ein ehemaliger britischer Radrennfahrer, der vornehmlich als Bahnsprinter aktiv war.

## Sportliche Laufbahn
Crutchlow wurde von 1970 bis 1973 viermal in Folge britischer Sprintmeister der Amateure. Im Jahr 1974 gewann er zusammen mit Geoff Cooke den nationalen Titel im Tandemrennen und gewann mit demselben Partner auch die Goldmedaille bei den Commonwealth Games auf dem Tandem. Nach seinem Wechsel zu den Profis wurde er 1980 britischer Meister im Sprint.
Crutchlow nahm an den Olympischen Spielen 1972 in München teil, wo er im Sprint in der zweiten Runde gegen Jürgen Geschke ausschied.

## Erfolge
1970
- Britischer Amateur-Meister – Sprint

1971
- Britischer Amateur-Meister – Sprint

1972
- Britischer Amateur-Meister – Sprint

1973
- Britischer Amateur-Meister – Sprint, Tandemrennen (mit Peter Wrighte)

1974
- Commonwealth Games – Tandemrennen (mit Geoff Cooke)
- Britischer Amateur-Meister – Tandemrennen (mit Geoff Cooke)

1980
- Britischer Meister – Sprint